# Horben
Horben település Németországban, azon belül Baden-Württembergben. Lakosainak száma 1201 fő (2023. december 31.).

## Népesség
A település népessége az elmúlt években az alábbi módon változott:
| Lakosok száma | 773  | 865  | 815  | 812  | 817  | 880  | 1031 | 1108 | 1120 | 1201 |
|               | 1961 | 1967 | 1974 | 1980 | 1987 | 1993 | 2000 | 2006 | 2013 | 2023 |